# Elaphoglossum thomsonii
Elaphoglossum thomsonii là một loài dương xỉ trong họ Dryopteridaceae. Loài này được S.R.Ghosh & A.Biswas mô tả khoa học đầu tiên năm 1983.
Danh pháp khoa học của loài này chưa được làm sáng tỏ. 